# Halle Berry

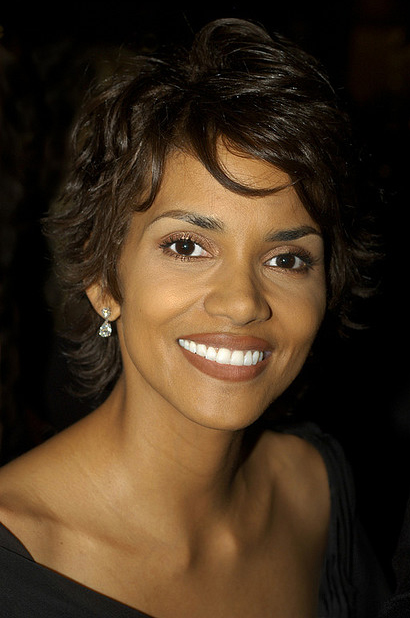

Halle Berry (n. 14 august 1966, Cleveland, Ohio, SUA) este o actriță americană și fost fotomodel. În anul 2002 ea a câștigat Premiul Oscar pentru cea mai bună actriță pentru performanța sa din filmul Monster's Ball, până în prezent fiind prima și unica femeie de origine afro-americană care a câștigat premiul Oscar pentru rolul principal. Ea este una din cele mai bine plătite actrițe de la Hollywood.. Ea a primit distincția Sexiest Woman Alive de la revista Esquire.

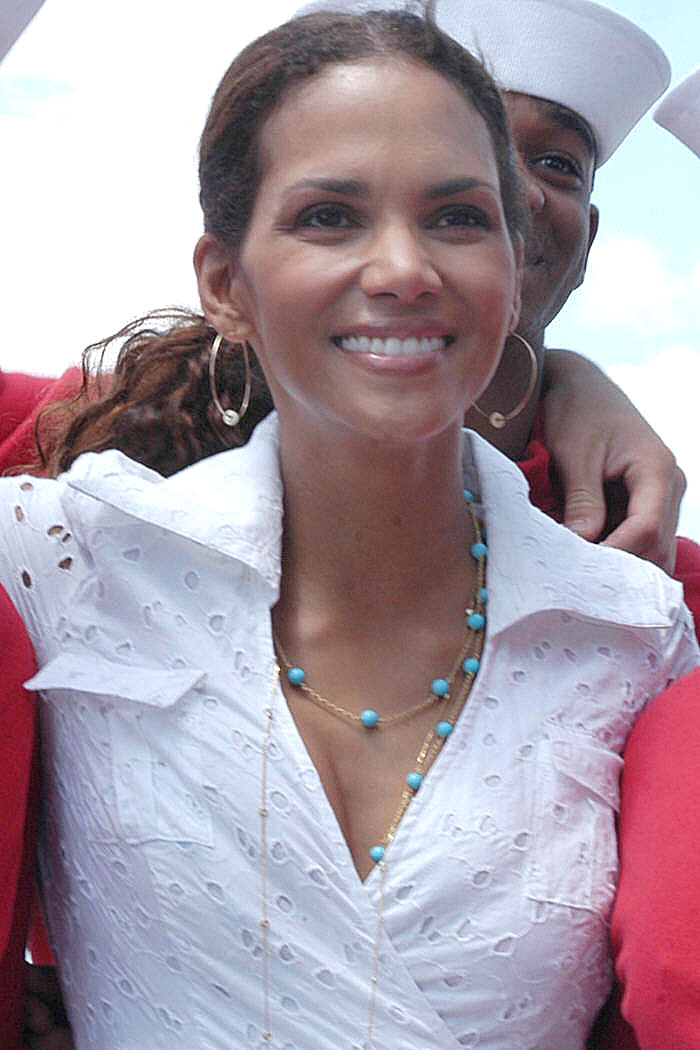
Halle Berry

## Filmografie

### Film

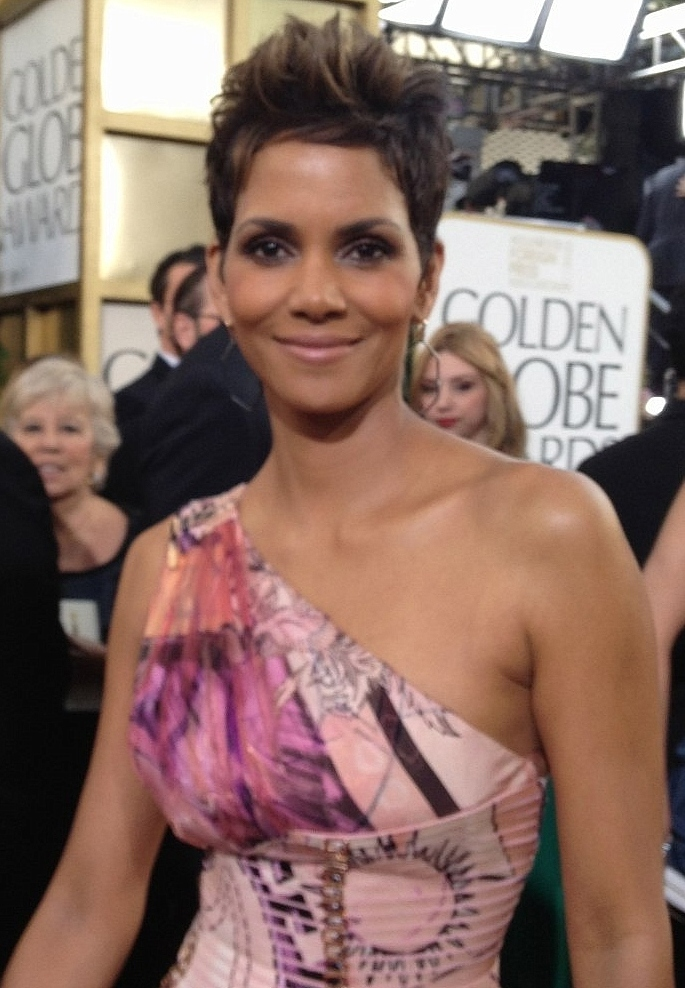
Berry at the 70th Golden Globe Awards.

| Titlu                      | An   | Rol                                                                  | Note                    |
| -------------------------- | ---- | -------------------------------------------------------------------- | ----------------------- |
| Jungle Fever               | 1991 | Vivian                                                               |                         |
| Strictly Business          | 1991 | Natalie                                                              |                         |
| The Last Boy Scout         | 1991 | Cory                                                                 |                         |
| Boomerang                  | 1992 | Angela Lewis                                                         |                         |
| Father Hood                | 1993 | Kathleen Mercer                                                      |                         |
| The Program                | 1993 | Autumn Haley                                                         |                         |
| The Flintstones            | 1994 | Sharon Stone                                                         |                         |
| Losing Isaiah              | 1995 | Khaila Richards                                                      |                         |
| Executive Decision         | 1996 | Jean                                                                 |                         |
| Race the Sun               | 1996 | Miss Sandra Beecher                                                  |                         |
| The Rich Man's Wife        | 1996 | Josie Potenza                                                        |                         |
| B*A*P*S                    | 1997 | Nisi                                                                 |                         |
| Bulworth                   | 1998 | Nina                                                                 |                         |
| Why Do Fools Fall in Love  | 1998 | Zola Taylor                                                          |                         |
| X-Men                      | 2000 | Ororo Munroe/Storm                                                   |                         |
| Swordfish                  | 2001 | Ginger Knowles                                                       |                         |
| Monster's Ball             | 2001 | Leticia Musgrove                                                     |                         |
| Die Another Day            | 2002 | Giacinta 'Jinx' Johnson                                              |                         |
| X2: X-Men United           | 2003 | Ororo Munroe/Storm                                                   |                         |
| Gothika                    | 2003 | Miranda Grey                                                         |                         |
| Catwoman                   | 2004 | Patience Phillips / Catwoman                                         |                         |
| Robots                     | 2005 | Cappy                                                                | Voice                   |
| X-Men: The Last Stand      | 2006 | Ororo Munroe/Storm                                                   |                         |
| Perfect Stranger           | 2007 | Rowena Price                                                         |                         |
| Things We Lost in the Fire | 2007 | Audrey Burke                                                         |                         |
| Frankie and Alice          | 2010 | Frankie/Alice                                                        |                         |
| New Year's Eve             | 2011 | Nurse Aimee                                                          |                         |
| Dark Tide                  | 2012 | Kate Mathieson                                                       |                         |
| Cloud Atlas                | 2012 | Jocasta Ayrs/Luisa Rey/Ovid/Meronym/ Native Woman/Indian Party Guest |                         |
| Movie 43                   | 2013 | Emily                                                                | Segment "Truth or Dare" |
| The Call                   | 2013 | Jordan Turner                                                        |                         |
| X-Men: Days of Future Past | 2014 | Ororo Munroe/Storm                                                   | Post-production         |
| Kingsman: Cercul de Aur    | 2017 | Ginger Ale                                                           |                         |
| Moonfall                   | 2022 | Jocinda Fowler                                                       |                         |

### Televiziune
| Titlu                         | An   | Rol                    | Note |
| ----------------------------- | ---- | ---------------------- | ---- |
| Queen                         | 1993 | Queen                  |      |
| Solomon & Sheba               | 1995 | Nikhaule / Queen Sheba |      |
| The Wedding                   | 1998 | Shelby Coles           |      |
| Introducing Dorothy Dandridge | 1999 | Dorothy Dandridge      |      |
| Their Eyes Were Watching God  | 2005 | Janie Crawford         |      |

### Seriale TV
| Titlu                      | An   | Rol            | Note                                   |
| -------------------------- | ---- | -------------- | -------------------------------------- |
| Living Dolls               | 1989 | Emily Franklin | 13 episodes                            |
| Amen                       | 1991 | Claire         | 1 episode: "Unforgettable"             |
| A Different World          | 1991 | Jaclyn         | 1 episode: "Love, Hillman-Style"       |
| They Came from Outer Space | 1991 | Rene           | 1 episode: "Hair Today, Gone Tomorrow" |
| Knots Landing              | 1991 | Debbie Porter  | 6-episode guest arc                    |
| Sesame Street              | 2012 | Herself        | 1 episode: "Get Lost, Mr. Chips"       |
| Extant                     | 2014 | Molly Woods    | Filming                                |

### Jocuri video
| An   | Titlu                    | Rol                        | Note  |
| ---- | ------------------------ | -------------------------- | ----- |
| 2004 | Catwoman: The Video Game | Patience Phillips/Catwoman | Voice |

## Premii
| An   | Premiu                                  | Categorie                                                                             | Film                          | Rezultat     |
| ---- | --------------------------------------- | ------------------------------------------------------------------------------------- | ----------------------------- | ------------ |
| 1992 | Chicago Film Critics Association Awards | Best Supporting Actress                                                               | Jungle Fever                  | Nominalizare |
| 2000 | Primetime Emmy Award                    | Outstanding Lead Actress - Miniseries or a Movie                                      | Introducing Dorothy Dandridge | Câștigat     |
| 2000 | Primetime Emmy Award                    | Outstanding Television Movie                                                          | Introducing Dorothy Dandridge | Nominalizare |
| 2000 | Golden Globe Award                      | Best Performance by an Actress In A Mini-series or Motion Picture Made for Television | Introducing Dorothy Dandridge | Câștigat     |
| 2000 | Screen Actors Guild Awards              | Outstanding Performance by a Female Actor in a Miniseries or Television Movie         | Introducing Dorothy Dandridge | Câștigat     |
| 2001 | Academy Award                           | Best Actress                                                                          | Monster's Ball                | Câștigat     |
| 2001 | Screen Actors Guild Awards              | Outstanding Performance by a Female Actor in a Leading Role - Motion Picture          | Monster's Ball                | Câștigat     |
| 2001 | Berlin International Film Festival      | Silver Bear for Best Actress                                                          | Monster's Ball                | Câștigat     |
| 2001 | National Board of Review                | Best Actress                                                                          | Monster's Ball                | Câștigat     |
| 2001 | AFI Awards                              | Best Actress of the Year                                                              | Monster's Ball                | Nominalizare |
| 2001 | BAFTA                                   | Best Actress in a Leading Role                                                        | Monster's Ball                | Nominalizare |
| 2001 | Golden Globe Award                      | Best Actress in a Motion Picture, Drama                                               | Monster's Ball                | Nominalizare |
| 2004 | Golden Raspberry Awards                 | Worst Actress                                                                         | Catwoman                      | Câștigat     |
| 2004 | Golden Raspberry Awards                 | Worst Screen Couple (with either Benjamin Bratt or Sharon Stone)                      | Catwoman                      | Nominalizare |
| 2005 | Primetime Emmy Award                    | Outstanding Lead Actress – Miniseries or a Movie                                      | Their Eyes Were Watching God  | Nominalizare |
| 2005 | Primetime Emmy Award                    | Outstanding Television Movie                                                          | Their Eyes Were Watching God  | Nominalizare |
| 2006 | Golden Globe Awards                     | Best Actress – Miniseries or TV Movie                                                 | Their Eyes Were Watching God  | Nominalizare |
| 2006 | NAACP Image Awards                      | Outstanding Actress in a Television Movie, Mini-Series or Dramatic Special            | Their Eyes Were Watching God  | Nominalizare |
| 2006 | People's Choice Awards                  | Favorite Female Movie Star                                                            | N/A                           | Nominalizare |
| 2006 | People's Choice Awards                  | Favorite Female Action Star                                                           | X-Men: The Last Stand         | Câștigat     |
| 2007 | People's Choice Awards                  | Favorite Female Movie Star                                                            | N/A                           | Nominalizare |
| 2011 | Golden Globe Awards                     | Best Actress – Motion Picture Drama                                                   | Frankie and Alice             | Nominalizare |
| 2011 | BET Awards                              | Best Actress                                                                          | Frankie and Alice             | Nominalizare |
| 2011 | NAACP Image Award                       | Outstanding Actress                                                                   | Frankie and Alice             | Câștigat     |
| 2011 | Prism Awards                            | Performance in a Feature Film                                                         | Frankie and Alice             | Câștigat     |
| 2012 | BET Awards                              | Best Actress                                                                          | Cloud Atlas                   | Nominalizare |
| 2013 | Black Reel Awards                       | Best Actress                                                                          | Cloud Atlas                   | Nominalizare |
| 2013 | Teen Choice Awards                      | Movie Actress: Drama                                                                  | The Call                      | Nominalizare |
| 2013 | Saturn Awards                           | Best Actress                                                                          | The Call                      | În așteptare |
| 2013 | BET Awards                              | Best Actress                                                                          | The Call                      | Nominalizare |
| 2014 | Black Reel Awards                       | Best Actress                                                                          | The Call                      | Nominalizare |
| 2014 | Golden Raspberry Awards                 | Worst Actress                                                                         | The Call and Movie 43         | Nominalizare |